# Klagen (Rejoso)
Klagen is een bestuurslaag in het regentschap Nganjuk van de provincie Oost-Java, Indonesië. Klagen telt 3717 inwoners (volkstelling 2010).